# 峰延駅
峰延駅（みねのぶえき）は、北海道美唄市峰延町峰樺（みねかば）にある北海道旅客鉄道（JR北海道）函館本線の駅である。駅番号はA14。電報略号はミネ。事務管理コードは▲130134。

## 歴史

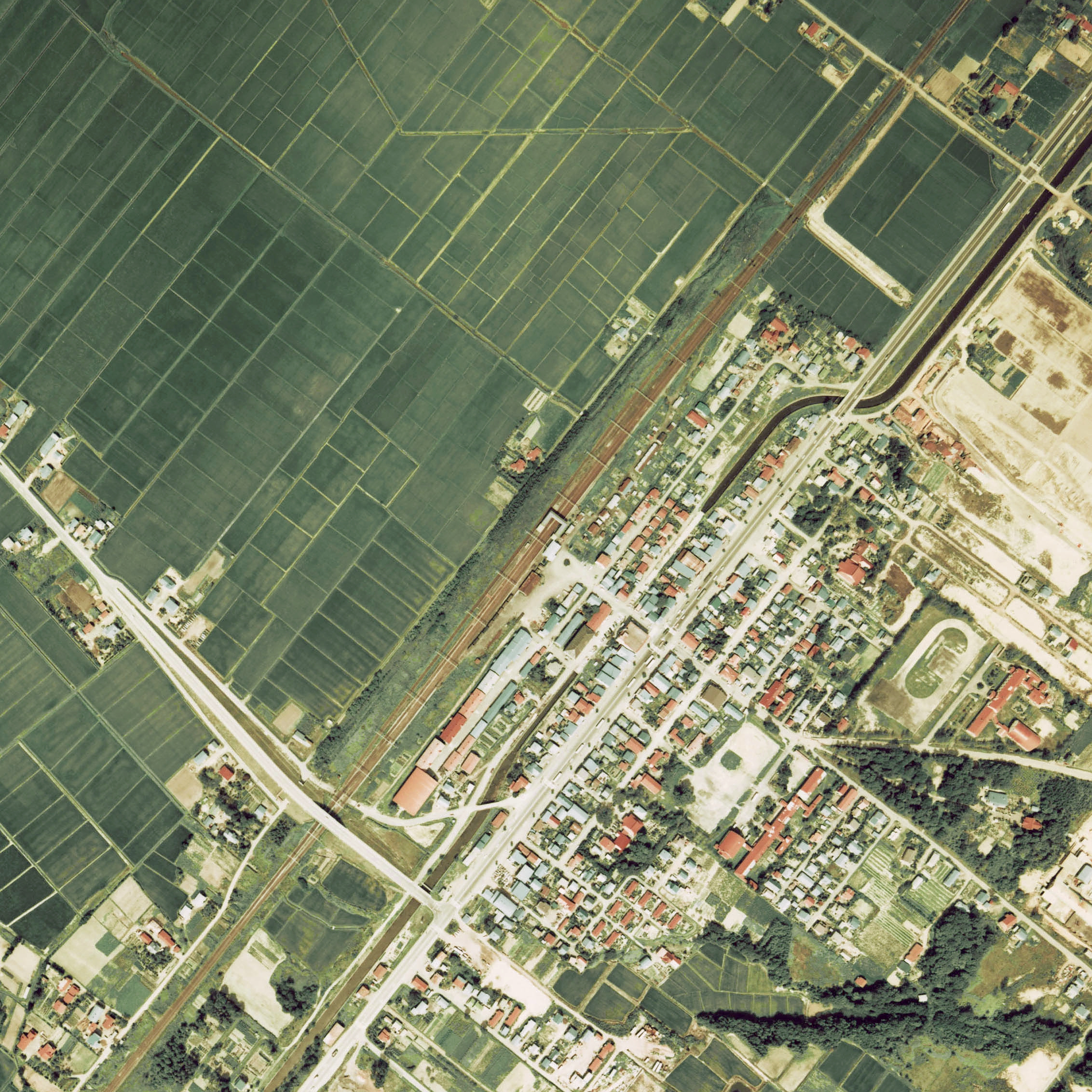
1976年の峰延駅と周囲1 km範囲。右上が函館本線旭川方面。

当初は市来知（三笠）の空知集治監や月形の樺戸集治監の最寄り駅でもあった。

### 年表
- 1891年（明治24年）7月5日：北海道炭礦鉄道の峯延駅として開業[3]。一般駅[1]。
- 1900年（明治33年）：峰延駅へ字体変更[注釈 1]。
- 1904年（明治37年）頃：峰延炭鉱から当駅の光珠内側に設けられた積込場へ馬車軌道敷設。この積込場へ当駅から引込線敷設。
- 1906年（明治39年）10月1日：北海道炭礦鉄道の鉄道路線国有化により、官設鉄道に移管。
- 1907年（明治40年）：峰延炭鉱閉山。
- 1968年（昭和43年）：跨線橋設置。
- 1978年（昭和53年）10月2日：貨物取扱い廃止[1]。
- 1984年（昭和59年）
  - 2月1日：荷物取扱い廃止[1]。
  - 3月31日：無人駅化[4]（管理駅からの要員派遣により出札業務は継続）。
    - この当時、営業上は一応の直営駅ではあったが、若干の近距離片道乗車券しか設備していなかったため、券がない駅へは「ム」と捺印して適当な券を売っていた[5]。
- 1987年（昭和62年）4月1日：国鉄分割民営化により、北海道旅客鉄道（JR北海道）の駅となる[1]。
- 2007年（平成19年）10月：駅番号設定。
- 2024年（令和6年）3月16日：ICカード「Kitaca」の利用が可能となる[6][7][8]。

### 駅名の由来
地名より。当地は三笠市の達布山（アイヌ語名：「タㇷ゚コㇷ゚（tapkop）」〔たんこぶ山〕）から南に延びる丘陵地帯の下にある場所であり、その様子からついた和名、あるいはアイヌ語名の「タㇷ゚コㇷ゚ヌㇷ゚（tapkop-nup）」（峰のある・野）を意訳した、とされている。

## 駅構造
2面2線の相対式ホームを持つ地上駅で無人駅になっている。かつては3番のりば（下り副本線）と上下本線の間に中線（上り副本線）があったが、廃止され、線路が撤去されている。
自動券売機は設置されていない。ホーム側に男女共用、非水洗の和式トイレが設置されている。

### のりば
| 番線 | 路線      | 方向 | 行先             |
| ---- | --------- | ---- | ---------------- |
| 1    | ■函館本線 | 上り | 岩見沢・手稲方面 |
| 2    | ■函館本線 | 下り | 滝川・旭川方面   |

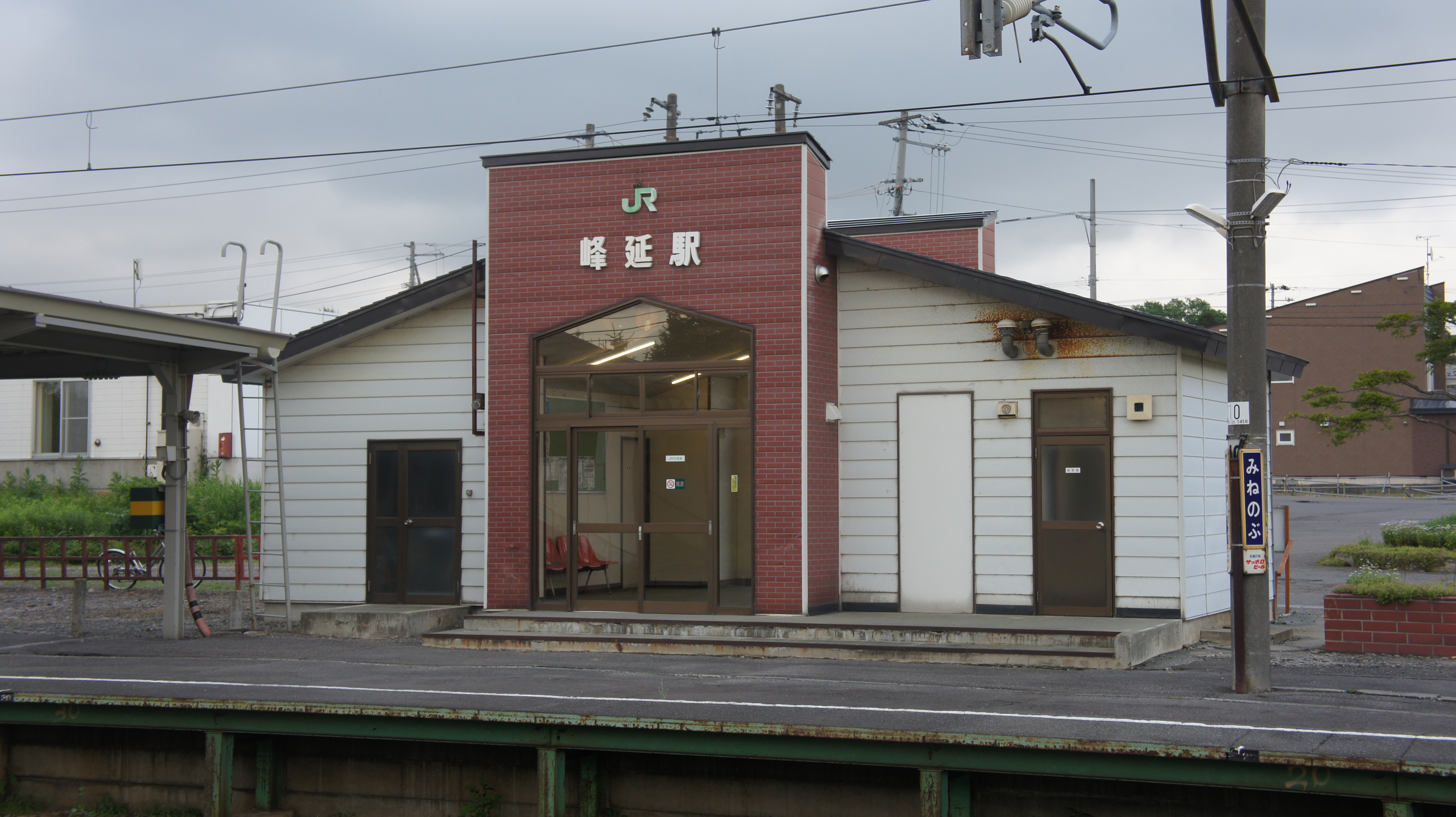
ホームから望む駅舎（2017年7月）
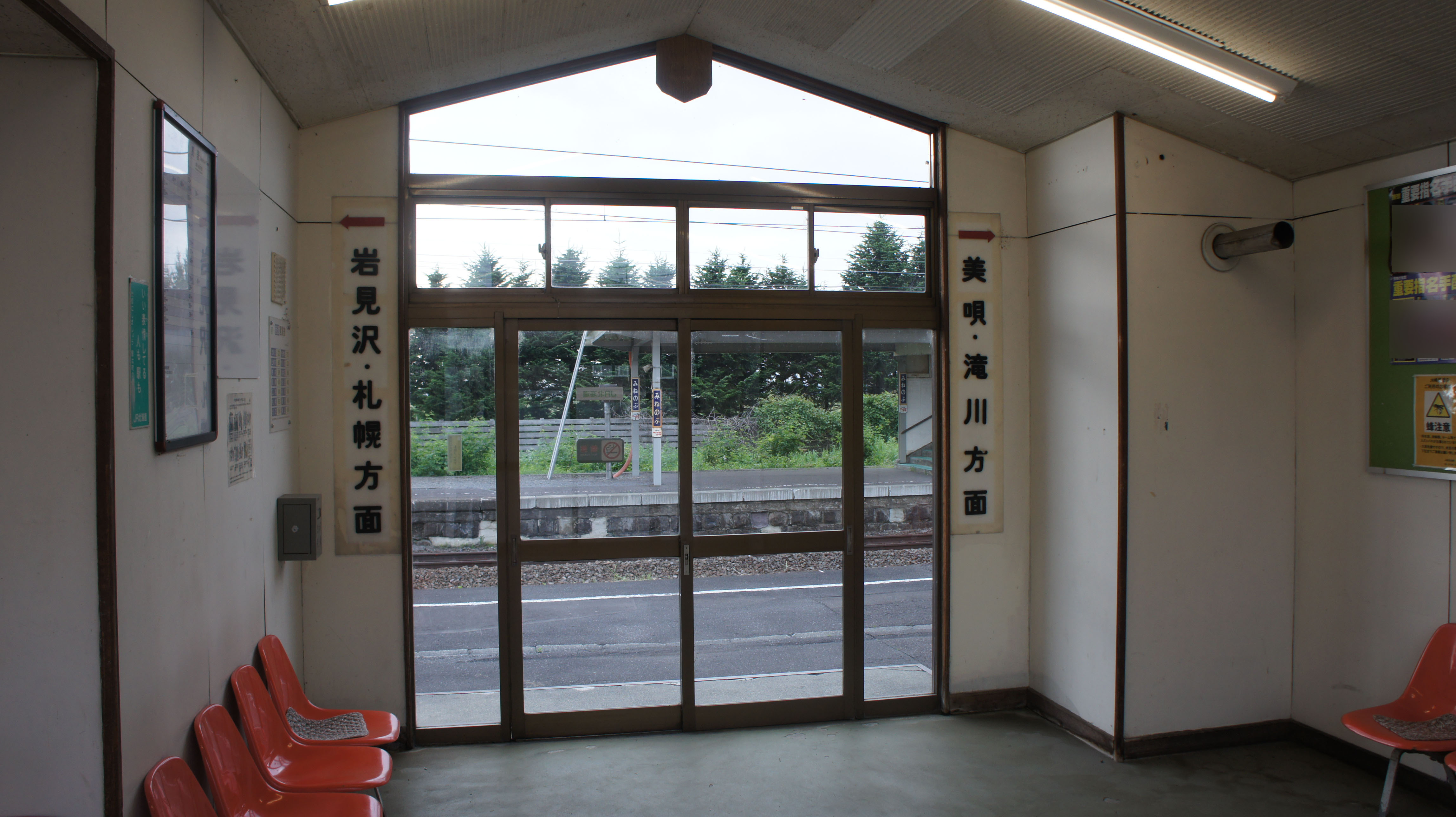
待合室（2017年7月）
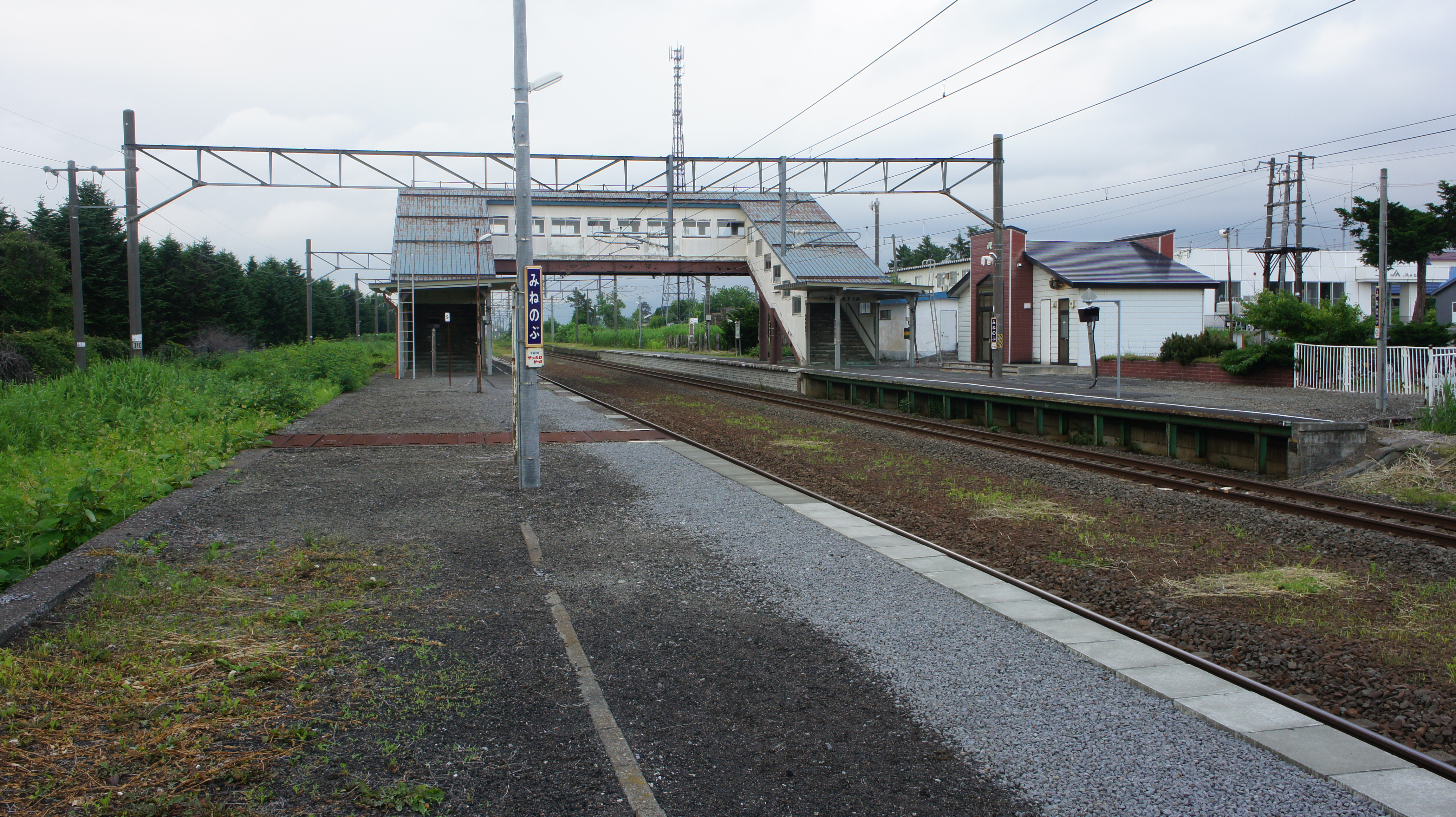
ホーム（2017年7月）
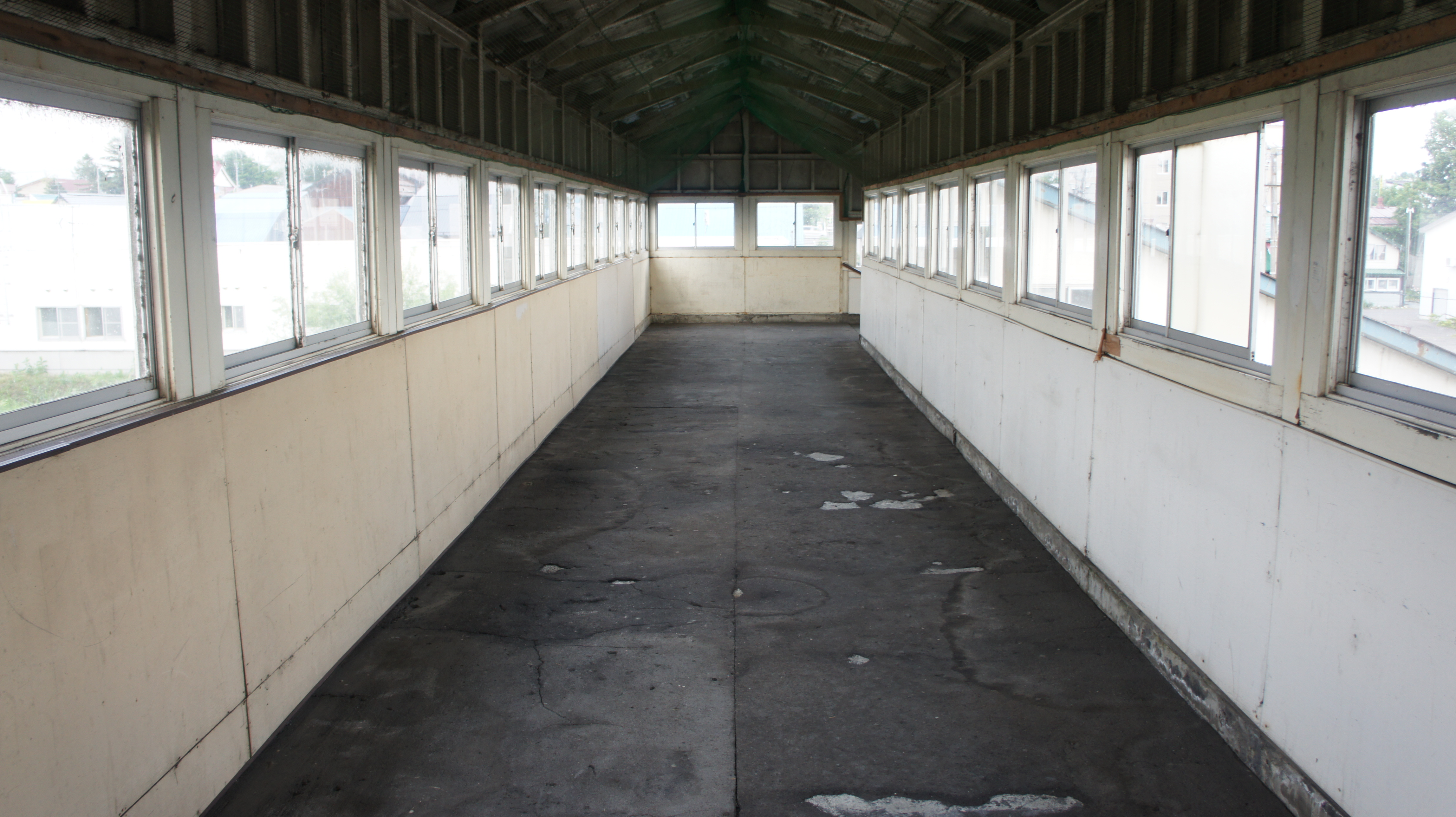
跨線橋（2017年7月）

## 利用状況
2014年（平成26年）度の1日平均乗車人員は79人である。近年の1日平均乗車人員は以下の通りである。
| 年度               | 1日平均 乗車人員 | 出典   |
| ------------------ | ---------------- | ------ |
| 1951年（昭和26年） | 572              | [ 12 ] |
| ：                 |                  |        |
| 1960年（昭和35年） | 884              | [ 13 ] |
| ：                 |                  |        |
| 2009年（平成21年） | 102              | [ 14 ] |
| 2010年（平成22年） | 116              | [ 14 ] |
| 2011年（平成23年） | 139              | [ 14 ] |
| 2012年（平成24年） | 110              | [ 11 ] |
| 2013年（平成25年） | 99               | [ 11 ] |
| 2014年（平成26年） | 79               | [ 11 ] |

## 駅周辺
美唄市の郊外。すぐそばに三笠市との境界がある。また、岩見沢市にも近いため岩見沢市の郊外のようにもなっているが、峰延独自の文化・集落でもある。開拓当時は市来知村(現在の三笠市の一部)に属していた。
- 国道12号
- 道の駅三笠（サンファーム三笠）
- 美唄警察署峰延駐在所
- 峰延郵便局
- 峰延農業協同組合（JAみねのぶ）
- 北海道中央バス（岩見沢営業所）「峰延」停留所[15]
- 美唄市立峰延小学校
- 美唄市立峰延中学校
- 美唄市立峰延保育所（へき地保育所）
- 養護老人ホーム美唄市恵風園
- 特別養護老人ホーム美唄市恵祥園（介護老人福祉施設）
- イオン三笠ショッピングセンター（イオンスーパーセンター三笠店）
- 三笠工業団地
- 三笠第2工業団地
- 岡山工業団地

## 隣の駅
北海道旅客鉄道（JR北海道）
■函館本線
岩見沢駅 (A13) - 峰延駅 (A14) - 光珠内駅 (A15)